# Analord
Albums de AFX
Smojphace EP
(Juin 2003) 4 Tracks (EP)
(Août 2005)
Analord désigne une série de onze vinyles au format 12" sortis entre janvier 2005 et juillet 2005 par Richard D. James sous les pseudonymes AFX et Aphex Twin.
Stylistiquement, Analord marque un retour de Richard James à l'acid techno et à la musique de sa première partie de carrière. Pour AllMusic, c'est la suite logique d'œuvres comme Analogue Bubblebath et Caustic Window.

## Instruments utilisés
Plusieurs instruments de la marque Roland sont utilisés lors de l'enregistrement d'Analord, notamment la TB-303, la TR-909, le SH-101 et le MC-4 (en). Analord est d'ailleurs une anagramme de « a Roland » (un Roland).

## Composition musicale
Pour Pitchfork, le maître mot de Analord 1 est « acid » : « la TB-303 y fait des heures supplémentaires », comme sur l'optimiste Where's Your Girlfriend? tandis que Grumpy Acid est davantage remuant. Steppingfilter 101 offre un tempo moyen et ses nappes de synthé lui confèrent un son rétro[pas clair]. Analord 2 est dans la même veine, atténuant les textures acid et mettant davantage l'accent sur la mélodie, avec des morceaux qui « pourraient ainsi sortir directement de l'underground américain des années 80 ». Phonatacid propose une « odyssée électro-rétro » tout au long de ses dix minutes. Laricheard se veut être un hommage au pionnier de la house music Larry Heard. Pour Fact, c'est l'un des morceaux les plus simples d'Analord, qui compense son peu d'audace technique par sa profondeur, tandis que le magazine Les Inrocks le juge « sublime ». Pitchfork estime que ces deux premiers volumes, sortis en janvier 2005, subissent les restrictions imposées par l'usage de synthétiseurs analogiques destinés à recréer l'ambiance de Analogue Bubblebath et regrette que « la musique ne prenne jamais de risques ni une direction inattendue ».
Analord 3 s'ouvre avec Boxing Day, un morceau « chargé et dynamique même s'il ne va jamais vraiment nulle part ». Midievil Rave 1 met en avant ses séquences dissonantes et désaccordées tandis que Klopjob « rappelle que la sensibilité mélodique de James est toujours intacte au besoin ». Analord 4 démarre avec le très pop Crying In Your Face et ce qui semble être la voix de James Richard derrière un vocoder. Il se conclut avec Breath March, où rien ne se passe dans les médiums et où la puissance s'exprime dans les graves. Analord 5, possiblement le plus faible des cinq premiers volumes, n'est composé que de deux titres peu recommandables[réf. souhaitée].
Le son de Analord 6 ne dépareille pas avec celui de ses prédécesseurs. I'm Self Employed est le morceau qui ressort de cet opus, avec ses « mélodies et contre-mélodies solitaires et fragiles, qui évoquent les œuvres ambient » de James. Analord 7 démarre avec Lisbon Acid, un morceau d'acid house qui occupe toute la face A du vinyle, tandis que AFX Acid 04 pourrait être assimilé à un remix de I Turn My Camera On du groupe Spoon. Les titres de Analord 8, Analord 9 et Analord 11 évoquent les noms de virus informatiques, sans doute pour décourager le piratage,. Le son d'Analord 8, plus décontracté et harmonieux, rappelle ...I Care Because You Do.
Analord 9 comprend quatre titres dont PWSteal.Bancos.Q, « un numéro d'acid house qui jette un œil ironique à l'essor de l’electro house », ou encore le remuant Backdoor.Netshow. Analord 10 est le meilleur opus des onze pour Pitchfork. C'est le seul opus à ne pas être attribué à l'alias AFX. Le bourdonnant et spasmodique Fenix Funk 5 est suivi sur la face B de Xmd5a, un titre d'une durée de pratiquement huit minutes, « en perpétuelle mutation ». Analord 11, un opus « plus froid, plus triste et moins satisfaisant » vient conclure l'ensemble.
Pour The A.V. Club, qui pointe l'absence de « tissu connectif, de vision singulière ou de but créatif », Analord se destine surtout aux inconditionnels de l'artiste ; le site regrette « un amas d'idées qui ne trouvent leur place nulle part ailleurs ».

## Réception commerciale
Selon le NME, « chaque disque a réalisé des ventes à cinq chiffres ». Pitchfork souligne cette performance rare pour un vinyle, encore plus à l'ère du téléchargement.

## Chosen Lordset réédition
Chosen Lords est une compilation sortie en 2006 de morceaux sélectionnés parmi les onze EP de la série Analord. Sorti en CD, Chosen Lords permet donc d'écouter des moments forts d'Analord dans un format non-vinyle, mais le disque fait certaines impasses.
Le 24 décembre 2009, le site de Rephlex Records ressort la série des Analord au format numérique (MP3 et WAV). Au total, 20 inédits ont été ajoutés aux 42 titres initiaux, portant la durée totale d'Analord à 4 h 36.

## Liste des morceaux

### Analord 1
Sortie : 24 janvier 2005
| 1. | Steppingfilter 101 | 4:45 |
| 2. | Canticle Drawl | 1:45 |
| 3. | MC-4 Acid | 3:47 |
| 4. | Bubble 'n' Squeek 2 (non mentionné sur le vinyle. Le 24 décembre 2009, sur le site Rephlex Records, ce morceau est mentionné et titré Bubble 'n' Squeek 2.) | 1:31 |

| 1. | Where's Your Girlfriend? | 5:06 |
| 2. | Grumpy Acid              | 3:21 |
| 3. | Analord 158b             | 1:40 |

### Analord 2
Sortie : 24 janvier 2005
| 1. | Phonatacid | 9:47 |
| 2. | Laricheard | 2:15 |

| 1. | Pissed Up in SE1 | 5:14 |
| 2. | Bwoon Dub        | 5:56 |

### Analord 3
Sortie : 21 février 2005
| 1. | Boxing Day      | 6:36 |
| 2. | Midievil Rave 1 | 2:44 |

| 1. | Klopjob         | 5:24 |
| 2. | Midievil Rave 2 | 4:00 |

### Analord 4
Sortie : 21 février 2005
| 1. | Crying in Your Face | 4:23 |
| 2. | Home Made Polysynth | 4:07 |

| 1. | Halibut Acid | 6:07 |
| 2. | Breath March | 3:46 |

### Analord 5
Sortie : 14 mars 2005
| 1. | Reunion 2 | 5:10 |

| 1. | Cilonen | 5:34 |

### Analord 6
Sortie : 11 avril 2005
| 1. | Batine Acid | 5:26 |
| 2. | Snivel Chew | 4:02 |

| 1. | I'm Self Employed | 4:26               |
| 2. | 2 Analogue Talks (divisé en deux pistes à l'occasion de la réédition de décembre 2009) - Analogue Talk (Claknib) - Analogue Talk (Chorus 3) | 1:45 - 0:57 - 0:52 |
| 3. | Analoggins (Ecrit par Captain Voafose et Smojphace)                                                                                         | 7:17               |

### Analord 7
Sortie : 25 avril 2005
| 1. | Lisbon Acid | 8:29 |

| 1. | Pitcard     | 6:18 |
| 2. | AFX Acid 04 | 5:37 |

### Analord 8
Sortie : 9 mai 2005
| 1. | PWSteal.Ldpinch.D | 3:44 |
| 2. | Backdoor.Berbew.Q | 4:57 |

| 1. | W32.Deadcode.A       | 6:18 |
| 2. | Backdoor.Spybooter.A | 5:06 |

### Analord 9
Sortie : 13 juin 2005
| 1. | PWSteal.Bancos.Q | 4:50 |
| 2. | Trojan.KILLAV.E  | 3:03 |

| 1. | W32.Aphex@mm       | 3:52 |
| 2. | Backdoor.Netshadow | 4:49 |

### Analord 10
Sortie : 15 décembre 2004, réédité en picture-disc le 11 juillet 2005.
| 1. | Fenix Funk 5 | 4:58 |

| 1. | Xmd 5a | 7:55 |

### Analord 11
Sortie : 13 juin 2005
| 1. | W32.Mydoom.AU@mm | 8:47 |

| 1. | VBS.Redlof.B | 4:39               |
| 2. | Backdoor.Ranky.S (divisé en deux pistes à l'occasion de la réédition de décembre 2009) - Backdoor.Ranky.S 5 - Backdoor.Ranky.S 4 | 6:00 - 4:08 - 2:29 |